# Ministerstwo Przemysłu Ciężkiego
Ministerstwo Przemysłu Ciężkiego – polskie ministerstwo istniejące w latach 1949–1976, powołane z zadaniem działania w obszarze przemysłów związanych z hutnictwem, metalurgią, elektrotechniką i chemią. Minister był członkiem Rada Ministrów w Polsce.
Ministerstwo miało siedzibę przy ulicy Kruczej 38/42 w Warszawie.

## Ustanowienie urzędu
Na podstawie ustawy z 1949 r. o zmianie organizacji naczelnych władz gospodarki narodowej zniesiono urząd Ministra Przemysłu i Handlu i utworzono urząd Ministra Przemysłu Ciężkiego obok takich urzędów jak: Ministerstwa Górnictwa i Energetyki, Ministerstwa Przemysłu Lekkiego, Ministra Przemysłu Rolnego I Spożywczego, Ministra Handlu Wewnętrznego i Ministra Handlu Zagranicznego.

## Ministrowie
- Kiejstut Żemaitis (1949–1950)
- Julian Tokarski (1950–1952)
- Kiejstut Żemaitis (1957–1959)
- Franciszek Waniołka (1959–1962)
- Zygmunt Ostrowski (1962–1965)
- Janusz Hryniewicz (1965–1967)
- Franciszek Kaim (1967–1970)
- Włodzimierz Lejczak (1970–1976)

## Zakres działania urzędu z 1950
Do zakresu działania urzędu Ministra Przemysłu Ciężkiego należały sprawy przemysłu hutniczego, metalowego, elektrotechnicznego i chemicznego.
Ponadto Ministrowi Przemysłu Ciężkiego podlegały następujące centralne zarządy:
- Centralny Zarząd Przemysłu Obrabiarek i Narzędzi,
- Centralny Zarząd Przemysłu Maszyn Rolniczych,
- Centralny Zarząd Przemysłu Maszyn Włókienniczych,
- Centralny Zarząd Przemysłu Maszyn Elektrycznych,
- Centralny Zarząd Przemysłu Teletechnicznego,
- Centralny Zarząd Przemysłu Kablowego,
- Centralny Zarząd Budowy Maszyn Ciężkich,
- Centralny Zarząd Ogólnego Budownictwa Maszynowego,
- Centralny Zarząd Przemysłu Taboru Kolejowego,
- Centralny Zarząd Przemysłu Motoryzacyjnego,
- Centralny Zarząd Przemysłu Hutniczego,
- Centralny Zarząd Przemysłu Metali Nieżelaznych,
- Centralny Zarząd Przemysłu Wyrobów Metalowych,
- Centralny Zarząd Kopalnictwa Rud Żelaznych,
- Centralny Zarząd Przemysłu Materiałów Ogniotrwałych,
- Centralny Zarząd Energetyki,
- Centralny Zarząd Przemysłu Okrętowego,
- Centralny Zarząd Przemysłu Urządzeń Mechanicznych,
- Centralny Zarząd Przemysłu Sprzętu Komunikacyjnego,
- Centralny Zarząd Budownictwa Zakładów Przemysłu Ciężkiego,
- Centralny Zarząd Zaopatrzenia Przemysłu Ciężkiego,
- Centralny Zarząd Gospodarki Złomem.

## Nowa organizacja władz z 1952
Na podstawie ustawy z 1952 r. o organizacji władz naczelnych w dziedzinie przemysłu ciężkiego urząd Ministra Przemysłu Ciężkiego przekształcono w urząd Ministra Przemysłu Maszynowego, a ponadto utworzono urząd Ministra Hutnictwa oraz urząd Ministra Energetyki.
Na podstawie ustawy z 1957 r. urzędy Ministra Hutnictwa oraz urząd Ministra Przemysłu Maszynowego połączono w urząd Ministra Przemysłu Ciężkiego.

## Zakres działania urzędu z 1967
Na podstawie rozporządzenia Rady Ministrów r. z 1967 r. w sprawie działania Ministra Przemysłu Ciężkiego, zakres działania obejmował sprawy przemysłów: hutnictwa żelaza i stali, hutnictwa metali nieżelaznych, górnictwa rud metali, materiałów ogniotrwałych, koksochemicznego, maszyn ciężkich, urządzeń chemicznych, taboru kolejowego, budowy okrętów, wyrobów metalowych, wyrobów odlewniczych i instalacyjnych. 
Do zakresu działania Ministra Przemysłu Ciężkiego należały także sprawy obrotu i gospodarowania surowcami wtórnymi żelaza, metali nieżelaznych i materiałów ogniotrwałych oraz zagadnienia topników hutniczych i prac geologicznych w zakresie określonym szczegółowymi przepisami.
Minister Przemysłu Ciężkiego sprawował zwierzchni nadzór i ogólne kierownictwo w sprawach objętych jego właściwością, a w szczególności w sprawach:
- planowania gospodarczego oraz polityki rozwoju i inwestycji,
- rozwoju techniki i organizacji wytwarzania oraz prowadzenia badań naukowych,
- nadzoru nad działalnością podległych przedsiębiorstw i innych jednostek organizacyjnych,
- ogólnego nadzoru nad instytutami naukowo-badawczymi, biurami projektowymi, konstrukcyjnymi i technologicznymi,
- kadr i ich kwalifikacji oraz współdziałania z właściwymi organami w sprawach zatrudnienia i szkolenia kadr,
- nadzoru nad urządzeniami technicznymi,
- polityki finansowej i problematyki działalności ekonomicznej podległych przedsiębiorstw i innych jednostek organizacyjnych,
- współpracy gospodarczej i naukowo-technicznej z zagranicą,
- publikacji i informacji techniczno-ekonomicznej,

W zakresie działania Ministra Przemysłu Ciężkiego pozostały przedsiębiorstwa i jednostki organizacyjne, zgrupowane w następujących zjednoczeniach:
- Zjednoczenie Kopalnictwa Rud Żelaza,
- Zjednoczenie Budownictwa Kopalń Rud,
- Zjednoczenie Hutnictwa Żelaza i Stali,
- Zjednoczenie Górniczo-Hutnicze Metali Nieżelaznych,
- Zjednoczenie Przemysłu Materiałów Ogniotrwałych,
- Zjednoczenie Przemysłu Budowy Maszyn Ciężkich,
- Zjednoczenie Przemysłu Budowy Urządzeń Chemicznych,
- Zjednoczenie Przemysłu Taboru Kolejowego,
- Zjednoczenie Przemysłu Okrętowego,
- Zjednoczenie Przemysłu Wyrobów Metalowych,
- Zjednoczenie Przemysłu Wyrobów Odlewniczych,
- Instytut Odlewnictwa.

## Zniesienie urzędu
Na podstawie ustaw z 1976 r. zniesiono urząd Ministra Przemysłu Ciężkiego i utworzono urzędy Ministra Maszyn Ciężkich i Rolniczych oraz Ministra Hutnictwa.